# Festa del Cinema di Roma
La Festa del Cinema di Roma, anteriorment Festival Internacional de Cinema de Roma, o Rome Film Fest, és un festival de cinema que, a partir de 2006, se celebra anualment a Roma (Itàlia), durant la tardor europea.

## El Festival
Els principals premis del concurs són el Marc Aureli d'Or a la millor pel·lícula, seguit dels guardons a la millor direcció, millors interpretacions masculines i femenines i altres. També hi ha un premi especial del jurat.
També existeix una competició dedicada als nous corrents del setè art, denominada CinemaXXI, una altra especialment per al nou cinema italià, Prospettive Italia, així com una en la qual poden participar operes primes o segones. Finalment, existeix així mateix un premi del públic.
Les secció no competitiva Extra es concentra en treballs alternatius que no entren en les categories tradicionals, des dels documentals a l'animació passant pels curtmetratges. A més, inclou una sèrie d'homenatges als grans mestres del passat.
"Alice in the City" és una secció dedicada al cinema infantil, amb dues categories competitives, una per a majors de 12 anys i una altra per a menors d'aquesta edat. A més, en el seu marc es realitzen una sèrie d'esdeveniments especials, esdeveniments i conferències.
Al marge del festival, durant aquests dies es desenvolupa un mercat de cinema anomenat Business Street a la Via Veneto, coneguda com a cor de la Dolce Vita dels anys 60. Es celebra també el denominat New Cinema Network, l'objectiu del qual és fer costat al cinema independent.

## Estatueta
L'estatueta del premi està inspirada a l'estàtua eqüestre de l'Emperador Romano Marc Aureli, situat a la plaça del Capitoli de Roma, possiblement un dels més recognoscibles símbols de la Ciutat Eterna. Dissenyat pels joiers romans Bulgari, s'atorga a la Millor Pel·lícula, el Millor Actor i la Millor Actriu.

## Organització
El Festival de Cinema de Roma, que va néixer gràcies a voluntat i patronización del exalcade i gran cinèfil Walter Veltroni), està organitzat per la Fundació Cinema per Roma.
En 2008 el crític Gian Lui Rondi va ser nomenat president del Festival. Veltroni encapçalava el Comitè de la Fundació Cinema per Roma, i Goffredo Bettini, el consell directiu.
Marc Müller, que era el responsable de la Mostra de Venècia, va ser nomenat nou director artístic del Festival al març de 2012.

## Jurat
El Jurat del Festival de Cinema de Roma està compost per un president, generalment un reconegut director (en el 2006, era Ettore Scola) i 50 membres que, al contrari que en la majoria de festivals, no són professionals de la indústria cinematogràfica. De fet, es tracta d'un jurat popular d'aficionats d'Itàlia i Europa.

### Jurat internacional
- 2006 (1a edició)
  - Ettore Scola (president del jurat): director de cinema italià.
- 2007 (2a edició)
  - Danis Tanović (president del jurat): director de cinema bosnià.
- 2008 (3a edició)
  - Jurat popular amb la participació d'Edward Bruno, Michel Ciment, Tahar Ben Jelloun, Emanuel Levy i Roman Gutek
- 2009 (4a edició)
  - Miloš Forman (president del jurat): director de cinema estatunidenc d'origen txec. Amb la col·laboració de Gae Aulenti, Senta Berger, Jean-Loup Dabadie, Assia Djebar, Pavel Lounguine i Gabriele Muccino.
- 2010 (5a edició)
  - Sergio Castellitto (president del jurat): director de cinema italià, amb la col·laboració de Natalia Aspesi, Pietro Bianchi, Ulu Grosbard, Patrick McGrath, Edgar Reitz i Olga Sviblova.
- 2011 (6a edició)
  - Ennio Morricone (president del jurat): compositor italià, amb la col·laboració de Roberto Bolle, Susanne Bier, Carmen Chaplin, David Puttnam i Debra Winger.
- 2012 (7a edició)
  - Jeff Nichols (president del jurat): director de cinema estatunidenc, amb la col·laboració de Timur Bekmambetov, Valentina Cervi, Chris Fujiwara, Leila Hatami, P.J. Hogan, Edgardo Cozarinsky.
- 2013 (8a edició)
  - James Gray (president del jurat): director de cinema estatunidenc, amb la col·laboració de Verónica Chen, Lucca Guadagnino, Aleksei Guskov, Noémie Lvovsky, Amir Naderi i Zhang Iuan.
- 2014 (9a edició)
  - No hi va haver jurat, i tots els premis es van decidir per votació popular.
- 2022 (17a edició)
- Jurat format per Marjane Satrapi, Louis Garrel, Juho Kuosmanen, Pietro Marcello i Gabrielle Tana.

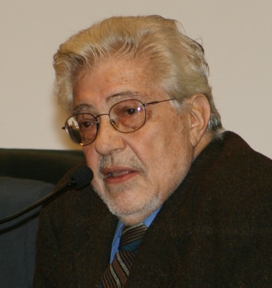
Ettore Scola, president del jurat el 2006
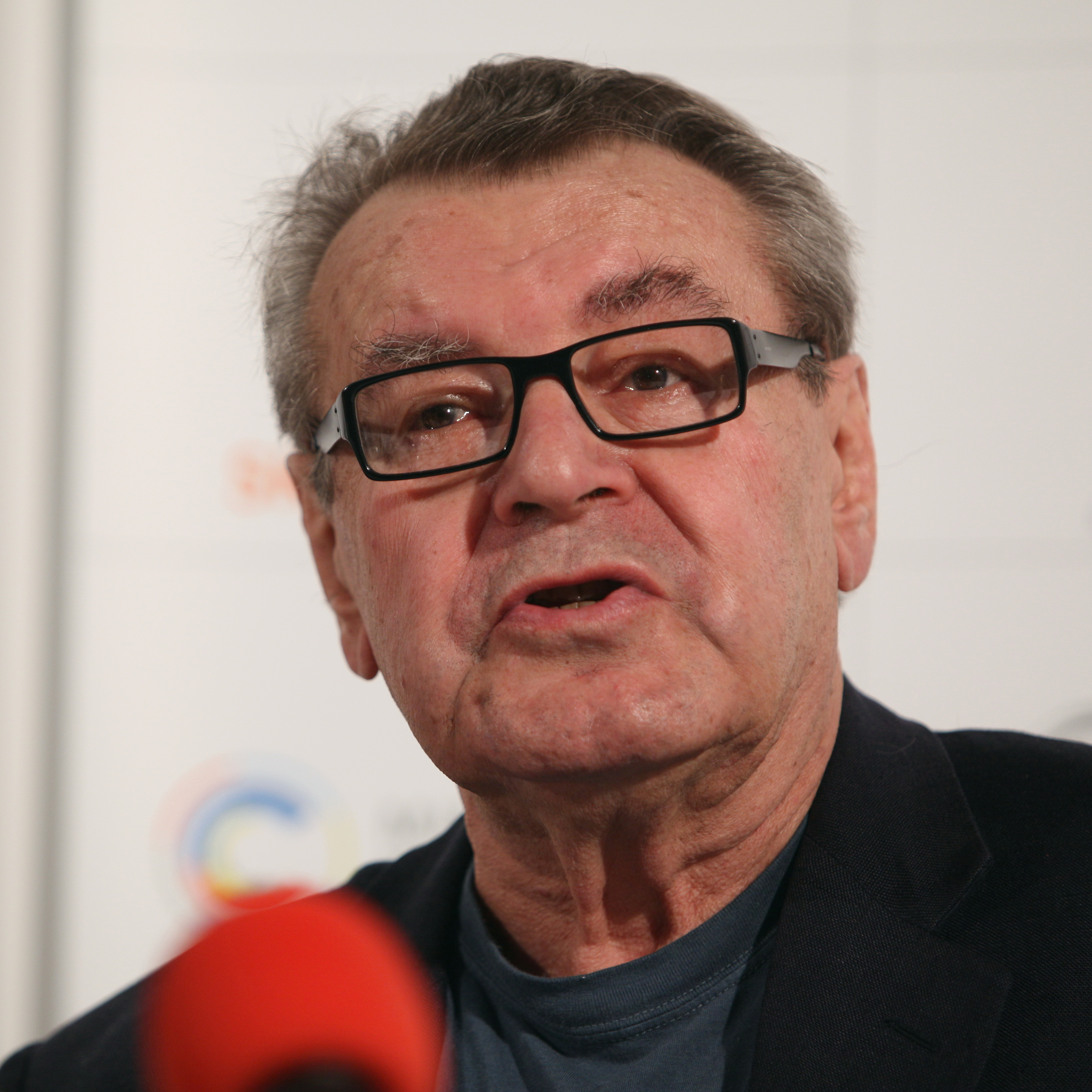
Miloš Forman, president del jurat el 2009
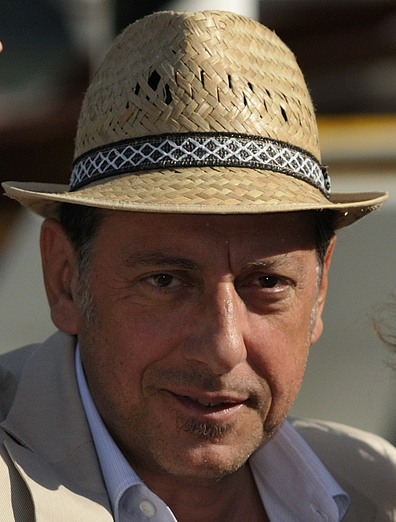
Sergio Castellitto, president del jurat el 2010
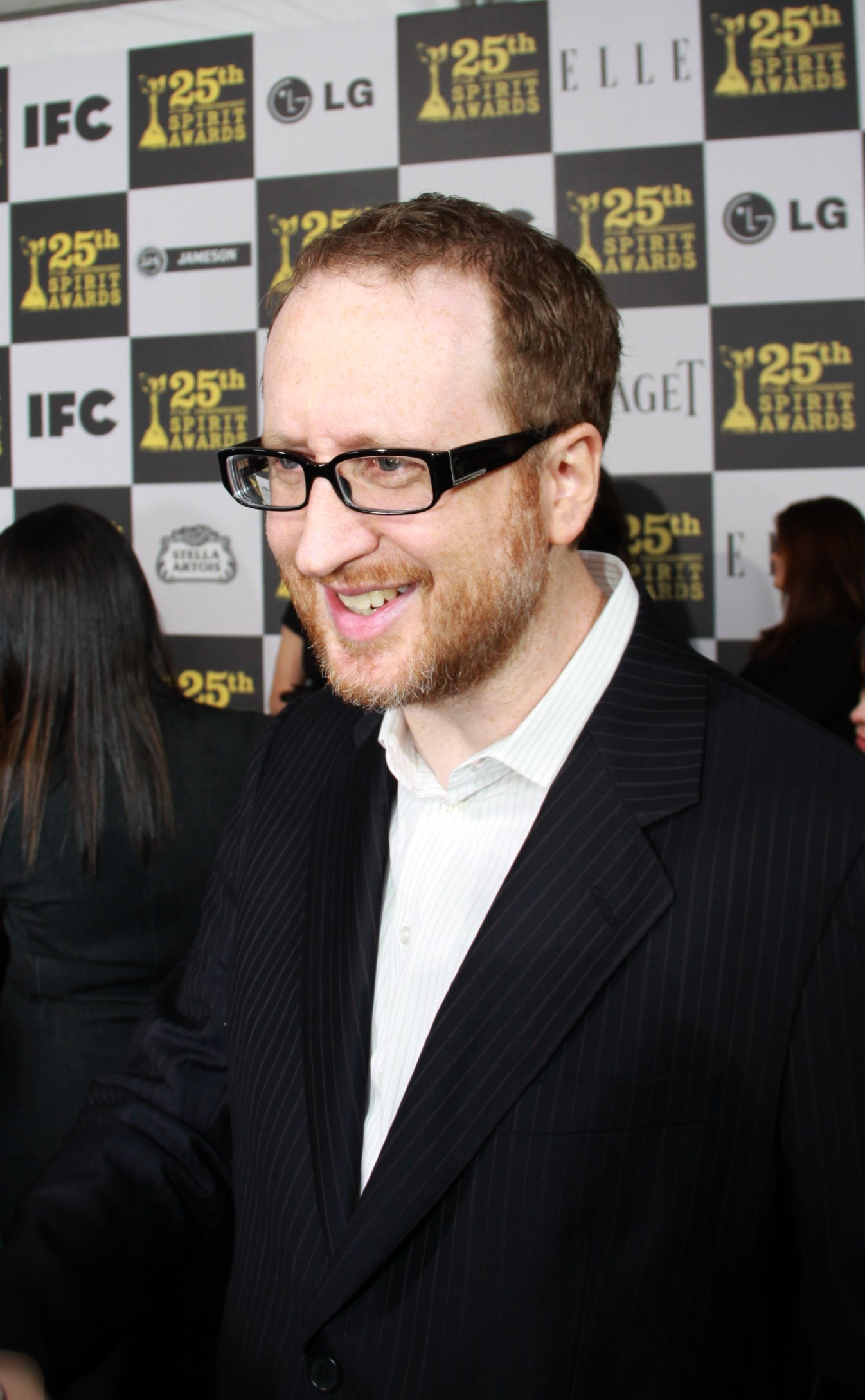
James Gray, president del jurat el 2013
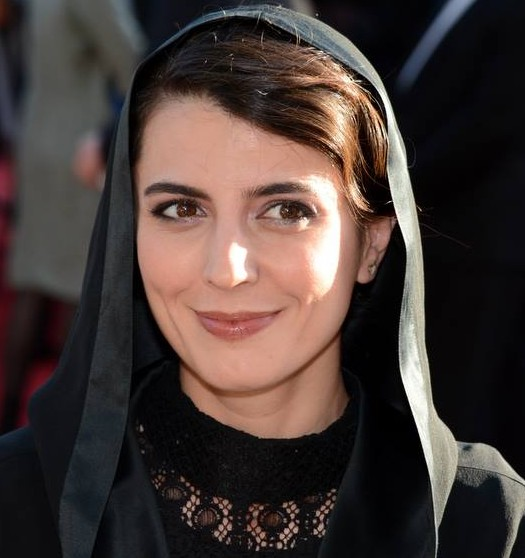
Leila Hatami membre del jurat el 2012
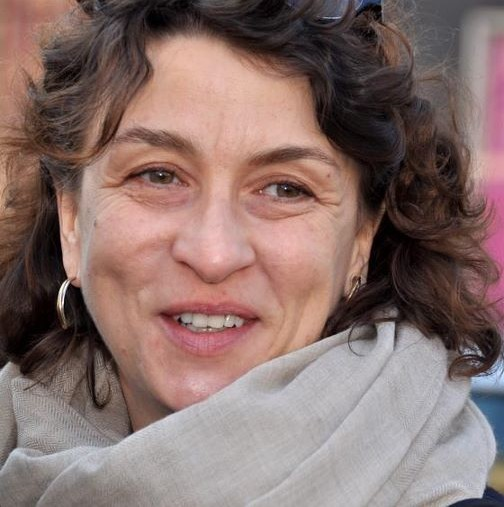
Noémie Lvovsky membre del jurat el 2013

### Jurat de laCaméra d'or
- 2014 (9a edició)
  - Jurat popular amb la participació de Jonathan Nossiter, Francesca Calvelli, Cristiana Capotondi, Valerio Mastandrea i Sydney Sibilia. El públic va decidir els premis de la secció Cinema d'Oggi i Gala.[4] Además, se entregó la Caméra d'or por votación popular.

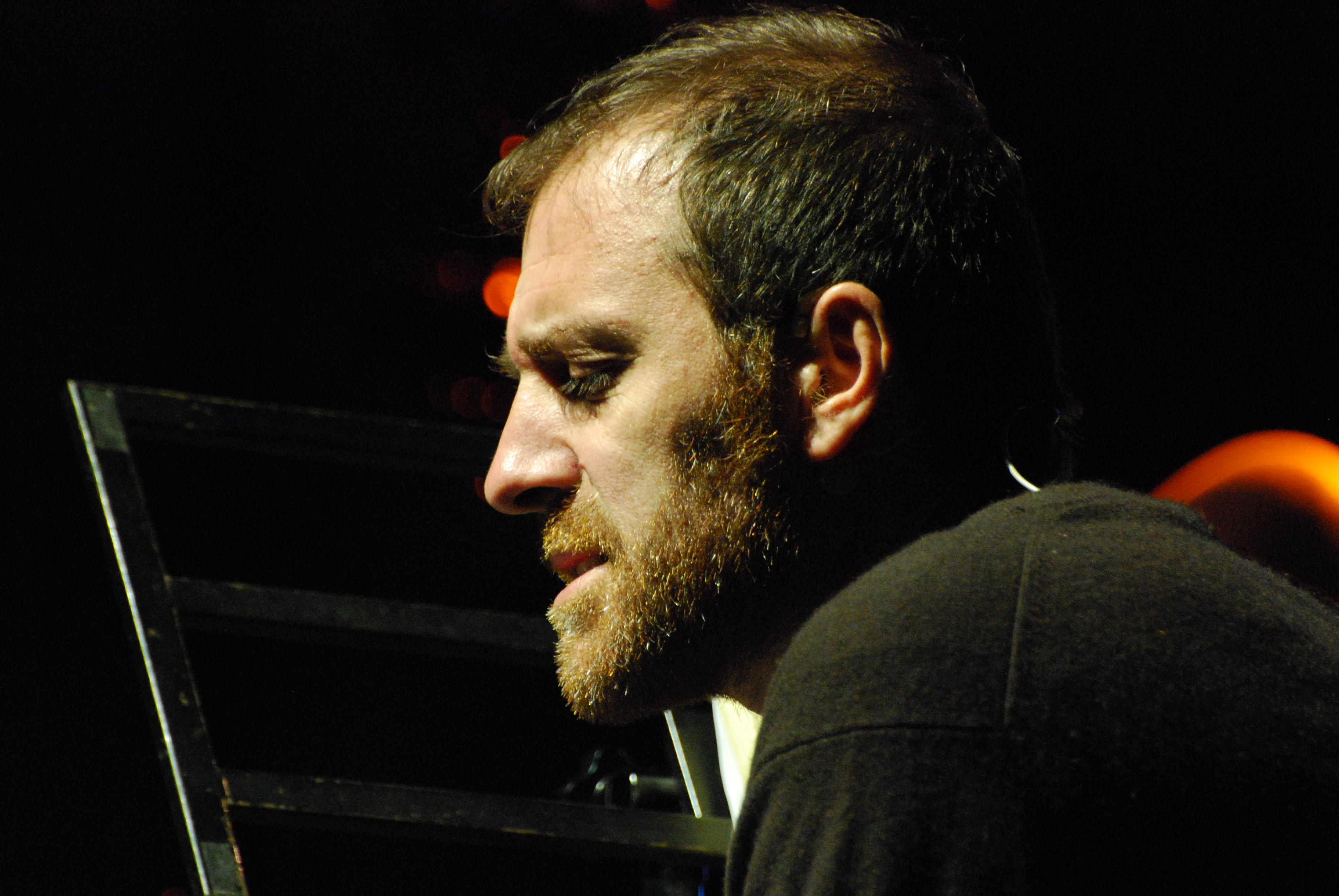
Valerio Mastandrea membre del jurat el 2014
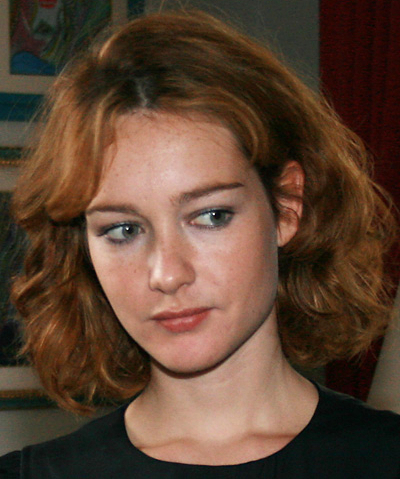
Cristiana Capotondi membre del jurat el 2014

## Palmarès

### Marc Aureli d'or
- 2006: Playing the Victim (Изображая жертву) de Kirill Serebrennikov
- 2007: Juno de Jason Reitman
- 2008: Opium War de Siddiq Barmak
- 2009: Brotherhood de Nicolo Donato
- 2010: Kill Me Please d'Olias Barco
- 2011: Un cuento chino de Sebastián Borensztein
- 2012: Marfa Girl de Larry Clark
- 2013: Tir de Alberto Fasulo ,
- 2018: Diario di Tonnara de Giovanni Zoppeddu
- 2022: Janvāris de Viesturs Kairišs

### Premi del públic
Del 2008 al 2020 Premio del pubblico BNL, a partir del 2021 Premio del pubblico FS.
- 2008: Resolution 819 de Giacomo Battiato , ,
- 2009: L'uomo che verrà de Giorgio Diritti
- 2010: En un món millor de Susanne Bier ,
- 2011: Un cuento chino de Sebastián Borensztein ,
- 2012: The Motel Life de Gabriel Polsky i Alan Polsky
- 2013: Dallas Buyers Club de Jean-Marc Vallée
- 2014: Trash de Stephen Daldry
- 2015: Angry Indian Goddesses de Pan Nalin
- 2016: Capità fantàstic de Matt Ross
- 2017: Borg - McEnroe de Janus Metz Pedersen , , ,
- 2018: Il vizio della speranza de Edoardo de Angelis
- 2019: Santa subito de Alessandro Piva
- 2020: Été 85 de François Ozon ,
- 2021: Mediterrani de Marcel Barrena ,
- 2022: SHTTL de Ady Walter ,

### Gran premi del Jurat
- 2009: L’uomo che verrà, de Giorgio Diritti
- 2010: Hævnen de Susanne Bier
- 2011: Voyez comme ils dansent de Claude Miller
- 2022: Jeong-Sun de Jeong Ji-hye

### Premi especial del Jurat
- 2006: This is England de Shane Meadows
- 2007: Hafez de Abolfazl Jalili
- 2009: L’uomo che verrà, de Giorgio Diritti
- 2010: Poll de Chris Kraus
- 2011: The Eye of the Storm de Fred Schepisi
- 2012: Alì ha gli occhi azzurri de Claudio Giovannesi
- 2013: Quod Erat demonstrandum de Andrei Gruzsniczki

### Premi d’interpretació masculina
- 2006: Giorgio Colangeli per L'Aria Salata
- 2007: Rade Serbedzija per Fugitive Pieces
- 2008: Bohdan Stupka per Serce Na Dloni
- 2009: Sergio Castellito per Alza la testa
- 2010: Toni Servillo per Une vie tranquille (Una vita tranquilla)
- 2011: Guillaume Canet per Une vie meilleure
- 2012: Jérémie Elkaïm per Main dans la main
- 2013: Matthew McConaughey per Dallas Buyers Club
- 2022: Karlis Arnolds Avots per Janvāris

### Premio de interpretación femenina
- 2006: Ariane Ascaride per Le Voyage en Arménie
- 2007: Jiang Wenli per And the Spring Comes
- 2008: Donatella Finocchiaro per Galantuomini
- 2009: Helen Mirren per Tolstoï, le dernier automne (The Last Station)
- 2010: El repartiment d’actrius de Las buenas hierbas
- 2011: Noomi Rapace per Babycall
- 2012: Isabella Ferrari per E la chiamano estate
- 2013: Scarlett Johansson per Her (
- 2022: Kim Kum-Soon per Jeong-Sun

### Marc Aureli d’honor
- 2006: Sean Connery
- 2008: Al Pacino
- 2009: Meryl Streep
- 2010: Julianne Moore
- 2011: Richard Gere
- 2014: Walter Salles